# Aloe viguieri
Aloe viguieri ist eine Pflanzenart der Gattung der Aloen in der Unterfamilie der Affodillgewächse (Asphodeloideae). Das Artepitheton viguieri ehrt den französischen Botaniker René Viguier (1880–1931).

## Beschreibung

### Vegetative Merkmale
Aloe viguieri wächst stammlos oder stammbildend, ist einfach oder verzweigend und bildet dann kleine Gruppen. Niederliegende Stämme erreichen eine Länge von bis zu 30 Zentimeter, hängende Stämme werden bis zu 1 Meter lang. Die zwölf bis 16 lanzettlich verschmälerten Laubblätter bilden dichte Rosetten. Tote Blätter sind an den Stämmen ausdauernd. Die hellgrüne, linierte Blattspreite ist etwa 30 bis 40 Zentimeter lang und 8 bis 9 Zentimeter breit. Der knorpelige, weiße Blattrand ist 1 Millimeter breit. Die festen weißen Zähne am Blattrand sind 0,5 bis 1 Millimeter lang und stehen 1 bis 2 Millimeter voneinander entfernt. 

### Blütenstände und Blüten
Der einfache Blütenstand erreicht eine Länge von etwa 45 Zentimeter. Die lockeren, zylindrischen Trauben sind 20 bis 25 Zentimeter lang und bestehen aus etwa 22 Blüten. Die eiförmig-spitzen Brakteen weisen eine Länge von 1,5 Millimeter auf. Die scharlachroten, leicht keuligen Blüten stehen an 11 Millimeter langen Blütenstielen. Die Blüten sind 22 Millimeter lang und an ihrer Basis kurz verschmälert. Auf Höhe des Fruchtknotens weisen die Blüten einen Durchmesser von 4 Millimeter auf. Darüber sind sie erweitert. Ihre äußeren Perigonblätter sind auf einer Länge von 11 Millimetern nicht miteinander verwachsen. Die Staubblätter und der Griffel ragen 1 bis 2 Millimetern aus der Blüte heraus.

## Systematik und Verbreitung
Aloe viguieri ist auf Madagaskar auf Kalksteinhängen und -klippen in Höhen von 60 bis 350 Metern verbreitet.
Die Erstbeschreibung durch Henri Perrier de La Bâthie wurde 1927 veröffentlicht.

## Nachweise